# Episodi de I Monkees (seconda stagione)
La seconda stagione della serie televisiva I Monkees è stata trasmessa in anteprima negli Stati Uniti d'America dalla NBC tra l'11 settembre 1967 e il 25 marzo 1968.
| nº | Titolo originale            | Titolo italiano | Prima TV USA      | Prima TV Italia |
| -- | --------------------------- | --------------- | ----------------- | --------------- |
| 1  | A Nice Place to Visit       |                 | 11 settembre 1967 |                 |
| 2  | The Picture Frame           |                 | 18 settembre 1967 |                 |
| 3  | Everywhere a Sheik, Sheik   |                 | 25 settembre 1967 |                 |
| 4  | Monkee Mayor                |                 | 2 ottobre 1967    |                 |
| 5  | Art for Monkees' Sake       |                 | 9 ottobre 1967    |                 |
| 6  | I Was a 99-Pound Weakling   |                 | 16 ottobre 1967   |                 |
| 7  | Hillbilly Honeymoon         |                 | 23 ottobre 1967   |                 |
| 8  | Monkees Marooned            |                 | 30 ottobre 1967   |                 |
| 9  | The Card Carrying Red Shoes |                 | 6 novembre 1967   |                 |
| 10 | The Wild Monkees            |                 | 13 novembre 1967  |                 |
| 11 | A Coffin Too Frequent       |                 | 20 novembre 1967  |                 |
| 12 | Hitting the High Seas       |                 | 27 novembre 1967  |                 |
| 13 | Monkees in Texas            |                 | 4 dicembre 1967   |                 |
| 14 | Monkees on the Wheel        |                 | 11 dicembre 1967  |                 |
| 15 | The Christmas Show          |                 | 23 dicembre 1967  |                 |
| 16 | Fairy Tale                  |                 | 8 gennaio 1968    |                 |
| 17 | Monkees Watch Their Feet    |                 | 15 gennaio 1968   |                 |
| 18 | Monstrous Monkee Mash       |                 | 22 gennaio 1968   |                 |
| 19 | The Monkee's Paw            |                 | 29 gennaio 1968   |                 |
| 20 | The Devil and Peter Tork    |                 | 5 febbraio 1968   |                 |
| 21 | Monkees Race Again          |                 | 12 febbraio 1968  |                 |
| 22 | The Monkees in Paris        |                 | 19 febbraio 1968  |                 |
| 23 | Monkees Mind Their Manor    |                 | 26 febbraio 1968  |                 |
| 24 | Some Like It Lukewarm       |                 | 4 marzo 1968      |                 |
| 25 | Monkees Blow Their Minds    |                 | 11 marzo 1968     |                 |
| 26 | Mijacogeo                   |                 | 25 marzo 1968     |                 |